# Болгария на зимних Олимпийских играх 2002
Болгария принимала участие в Зимних Олимпийских играх 2002 года в Солт-Лейк-Сити (США) в шестнадцатый раз за свою историю, и завоевала одну серебряную и две бронзовые медали. Сборную страны представляли 10 женщин.

## Серебро
- Шорт-трек, женщины, 500 метров — Евгения Раданова.

## Бронза
- Шорт-трек, женщины, 1500 метров — Евгения Раданова.
- Биатлон, женщины, 10 км, преследование — Ирина Никульчина.